# Station Tyseley
Tyseley is een spoorwegstation van National Rail in Tyseley, Birmingham in Engeland. Het station is eigendom van Network Rail en wordt beheerd door West Midland Trains.